# Двигатель Toyota GR
Двигатели Toyota серии GR — бензиновые двигатели V6 производства Toyota. Двигатели серии GR состоят из литого алюминиевого блока двигателя с алюминиевой головкой цилиндров с двумя распредвалами. Между двумя 3-цилиндровыми блоками конструктивно угол в 60 градусов. Двигатель с инжекторным впрыском, по четыре клапана на цилиндр, кованые шатуны, цельный литой распредвал и литой алюминиевый впускной коллектор. Двигатели серии GR пришли на смену таким двигателям, как V-образный 6-цилиндровый MZ и рядный 6-цилиндровый JZ, а также использовавшемуся на лёгких грузовиках V6 VZ.

## 1GR-FE
Двигатель 1GR-FE имеет объём 4,0 л (3956 см3), и предназначен для установки на задне- и полноприводные пикапы. Диаметр цилиндра составляет 94 мм, ход поршня — 95 мм. Мощность двигателя составляет 239 л. с. (178 кВт) при 5200 оборотах в минуту, крутящий момент — 377 Н⋅м при 3700 оборотах в минуту на 91 октане. Мощность двигателя была снижена после внедрения обществом инженеров автомобильной промышленности новой системы измерения мощности, так больше всего снизилась мощность двигателей Toyota на 87 октане, по сравнению с теми же двигателями, которые применялись в автомобилях Lexus на 91 октане. В этих двигателях применяется система газораспределения Toyota VVT-i. Степень сжатия — 10,0:1, полная масса двигателя — 166 кг.
В обновлённой версии этого двигателя применяется система Dual VVT-i, степень сжатия увеличена до 10,4:1, а в ГРМ применяются гидрокомпенсаторы. Мощность таких двигателей составляет 285 л. с. (213 кВт), а крутящий момент — 392 Н⋅м на 91 октане. В двигателях 1GR применяется конструкция камеры сгорания «taper-squish» с соответствующими поршнями, призванными увеличить производительность двигателя и эффективность использования топлива. В двигателе имеются также специальные чугунные гильзы, защищающие блок, и в некоторых случаях их серьёзное повреждение приводит к замене блока. Для повышения жёсткости блока, 1GR имеет высокотемпературные пластиковые изоляторы, заполняющие пустое пространство между внешней частью цилиндров и блоком. Для повышения эффективности системы охлаждения, в 1GR применяются водные каналы между цилиндрами двигателя, поддерживающие температуру двигателя равномерной по всему объёму.
Турбо-комплект TRD для двигателя доступен на автомобилях Tacoma и FJ Cruiser.

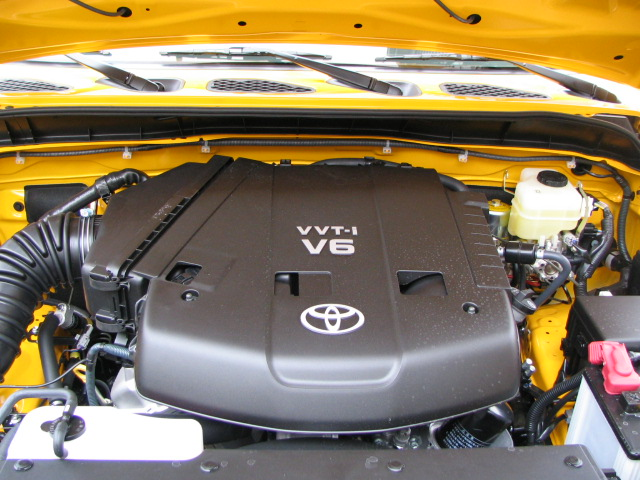
1GR-FE 4.0 L V6 на автомобиле Toyota FJ Cruiser 2007 года

Двигатели с системой VVT-i устанавливались на:
- Toyota 4Runner / Toyota Hilux Surf (GRN210/215, с 2002 по 2009 годы)
- Toyota Land Cruiser (GRJ200, с 2007 по 2011 годы)
- Toyota Land Cruiser Prado (GRJ120/121/125, с 2002 по 2009 годы)
- Toyota Tacoma (GRN225/245/250/265/270, с 2004 по 2015 годы)
- Toyota Hilux (GGN10/20, с 2005 по 2015 годы)
- Toyota Tundra (GSK30, с 2005 по 2006 годы)
- Toyota Tundra (GSK50/51, с 2006 по 2009 годы)
- Toyota Fortuner (GGN50/60, с 2005 по 2015 годы)
- Toyota FJ Cruiser (GSJ10/15, с 2006 по 2009 годы)

Двигатели с системой Dual VVT-i устанавливаются на:
- Toyota 4Runner (GRN280/285, с 2009 года)
- Toyota FJ Cruiser (с 2009 года)
- Toyota Land Cruiser Prado (GRJ150/155, с 2009 года)
- Toyota Tundra (GSK50/51) (с 2010 года)
- Toyota Land Cruiser (с 2012 года)
- Lexus GX 400 (GRJ150, с 2012 года)
- Toyota Land Cruiser 70 30th Anniversary Edition (с 2014 по 2015 год)
- Toyota Fortuner (с 2015 года)
- Toyota Hilux (с 2015 года)

## 2GR

### 2GR-FE
Двигатель 2GR-FE имеет объём 3,5 л (3456 см3), и предназначен для установки на передне- и полноприводные автомобили. Диаметр цилиндра составляет 94 мм, а ход поршня — 83 мм. В зависимости от конкретного автомобиля, значение мощности двигателя и крутящего момента разнится и примерно составляет 266—280 л. с. (198—209 кВт) при 6200 оборотах в минуту; крутящий момент — 332—353 Н⋅м при 4700 оборотах в минуту на 87 октане. В этих двигателях применяется система газораспределения Dual VVT-i для обоих валов, приводимых в движение цепной передачей.
Кулачки распределительных валов имеют вогнутое основание, что позволяет увеличить высоту подъёма клапанов по сравнению с традиционной системой, применявшейся в двигателях 1GR-FE. Эта конструкция увеличивает общую высоту головки блока цилиндров. Такая система применяется во всех двигателях серии GR с Dual VVT-i. Полная масса двигателя составляет 163 кг.
Двигатель 2GR-FE устанавливался на:

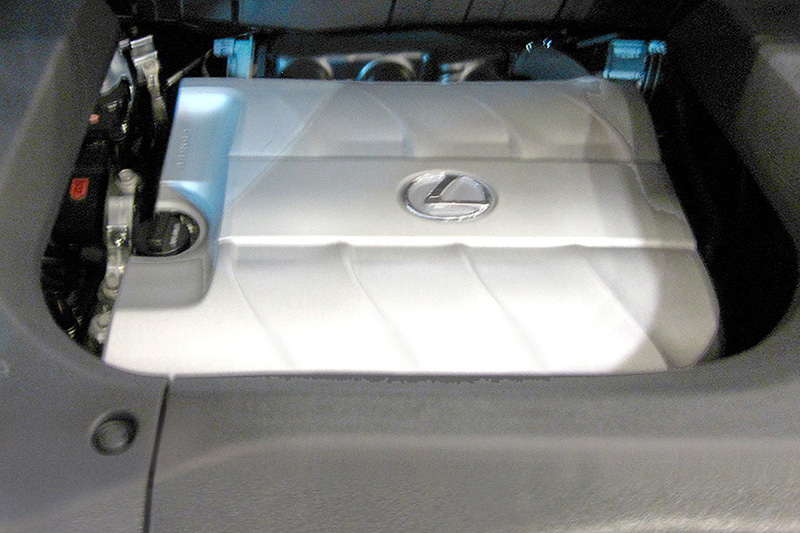
2GR-FE под капотом автомобиля Lexus RX 350

- Toyota Avalon (GSX30, с 2004 по 2012 годы)
- Toyota Avalon (GSX40, с 2012 года)
- Toyota Aurion (GSV40, с 2006 по 2012 годы)
- Toyota RAV4/Vanguard (GSA33/38, с 2005 по 2012 годы)
- Toyota Estima/Previa/Tarago (GSR50/55, с 2006 года)
- Toyota Camry (GSV40, с 2006 по 2011 годы)
- Toyota Camry (GSV50, с 2011 года)
- Lexus ES 350 (GSV40, с 2006 по 2012 годы)
- Lexus ES 350 (GSV60, с 2012 года)
- Lexus RX 350/Toyota Harrier (GSU30/31/35/36, с 2007 по 2009 годы)
- Lexus RX 350 (GGL10/15/16, с 2009 года)
- Toyota Highlander/Kluger (GSU40/45, с 2007 по 2014 годы)
- Toyota Blade (GRE156, с 2007 по 2012 годы)
- Toyota Mark X Zio (GGA10, с 2007 по 2013 годы)
- Toyota Alphard/Vellfire (GGH20/25, с 2008 года)
- Toyota Venza (GGV10/15, с 2008 года)
- Lotus Evora (280 л. с. & 350 Нм, на моделях Sport Pack отсечка увеличена до 7000 об/мин, с 2009 года)
- Toyota Sienna (GSL20/23/25/30/33/35, с 2006 года)
- Toyota Corolla (E140/E150) (for Super GT use)
- Lotus Evora GTE (модифицированная 4-х литровая версия 470 л. с., гоночный двигатель)

Двигатели с турбонаддувом:
- TRD Aurion (турбонагнетатель TRD, с 2007 по 2009 годы)
- Lotus Evora S (345 л. с., 400 Нм, с 2011 года)
- Lotus Exige S (345 л. с., 400 Нм, 2012 год)

### 2GR-FSE
Двигатель 2GR-FSE имеет объём 3,5 л, применяется в автомобилях Lexus IS, GS 350, Mark X и Crown, а также имеет последнюю систему подачи топлива D-4S. Эта система сочетает в себе прямой впрыск (949 см3/мин) с наличием традиционных форсунок (298 см3/мин). Прямой впрыск снижает склонность к детонации и увеличивает производительность. Традиционно, в двигателях с прямым впрыском есть изменения, касающиеся форсунок и формы поршней, с целью изменения движения воздуха в цилиндре. Данная система позволяет получать оптимальную топливную смесь при низких оборотах и высокой нагрузке, но при высоких оборотах производительность двигателя снижается. В двигателях 2GR-FSE порт впрыска используется для достижения правильной смеси без изменения конструкции поршней, и он достигает значительной удельной мощности без наддува среди всех бензиновых двигателей (67 кВт/л, 235 кВт на автомобиле Mark X). Компанией Toyota для этого двигателя также был разработан новый тип инжектора. Двойной прямой впрыск перпендикулярен движению поршня с широким разбросом в цилиндре, способствует образованию качественной воздушно-топливной смеси и, следовательно, увеличению мощности и эффективности. Использование форсунок позволяет не только улучшить показатели мощности и эффективности, но и экологичность двигателя, особенно в первые 20 секунд после запуска (до начала работы каталитического нейтрализатора). Дальнейшее развитие 3,5-литрового двигателя V6 заключается в применении новых систем непосредственного впрыска.
Двигатель 2GR-FSE имеет мощность 309 л. с. (227 кВт) при 6400 об/мин и крутящий момент 377 Н⋅м крутящего момента при 4800 об/мин. Полная масса двигателя составляет 174 кг.
2GR-FSE входил в список Ward’s 10 Best Engines в 2006, 2007, 2008 и 2009 годах.
Двигатель с турбонаддувом устанавливался на Toyota Mark X +M Supercharger 2009 года выпуска (355 л. с., 265 кВт).

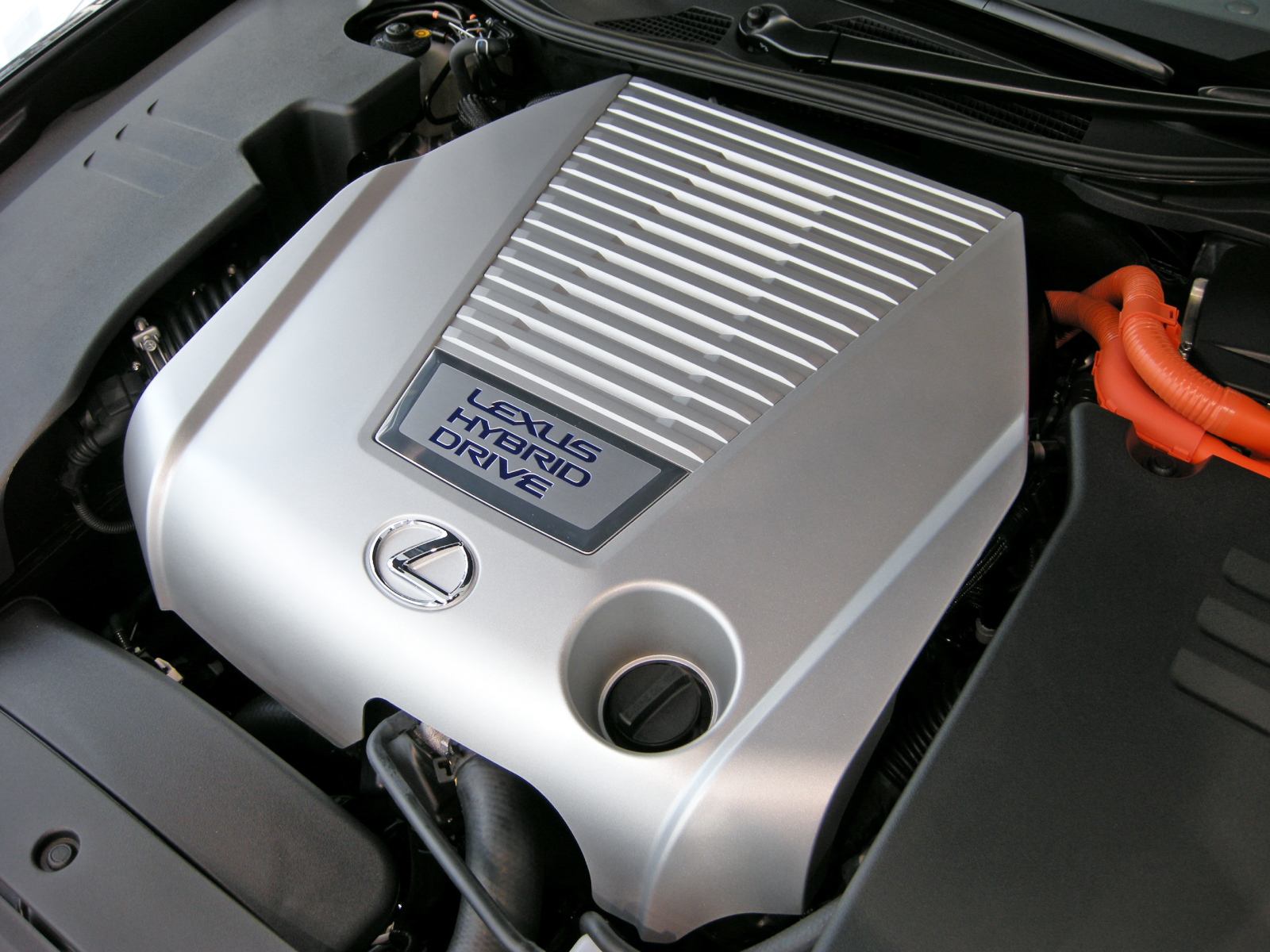
2GR-FSE под капотом автомобиля Lexus GS 450h

Двигатель 2GR-FSE устанавливался на:
- Toyota Crown Athlete (GRS184, 315 л. с. (232 кВт) и 377 Н⋅м при 4800 об/мин, 2006 год)
- Lexus GS 350 (GRS191/196, 2005 год)
- Lexus GS 450h (GWS191, 2005 год)
- Lexus IS 350 (GSE21/26/31/36, 2005 год)
- Lexus IS 300 (GSE37, 255 л. с. (190 кВт) и 320 Н⋅м при 2000-4800 об/мин, 2015 год)
- Toyota Crown Athlete (GRS204, 2008 год)
- Toyota Crown Hybrid (GWS204, 2008 год)
- Toyota Mark X (GRX133, 318 л. с. (234 кВт) и 380 Н⋅м при 4,800 об/мин, 2009 год)
- Lexus IS 350°C (GSE21, 2009 год)
- Lexus GS 350 (2011 год)
- Lexus IS 350 (GSE31, 2013 год)
- Lexus RC 350 (2014 год)

### 2GR-FXE
2GR-FXE — двигатель Аткинсона, имеющий системы VVT-i и EGR. На автомобилях Lexus RX 450h степень сжатия составляет 12,5:1, а на Lexus GS 450h — 13,0:1.
Двигатель 2GR-FXE устанавливался на:
- 2010 Lexus RX 450h, (GYL10/15/16), без системы D-4S (обычный инжектор), 183 кВт (245 л. с.)
- 2010 Toyota Highlander Hybrid, без системы D-4S (обычный инжектор), 183 кВт (245 л. с.)
- 2012 Lexus GS 450h (GWL10), с системой D-4S (распределённый и прямой впрыск), 218 кВт (292 л.с)
- 2013 Toyota Crown Majesta

### 2GR-FKS
Двигатель 2GR-FKS сочетает систему D-4S из двигателя 2GR-FSE с системами, необходимыми для обеспечения цикла Аткинсона, что применяется в двигателях 2UR-GSE и 8AR-FTS. Впускные распределительные валы оснащены системой VVT-iW, а выпускные — VVT-i. На автомобилях Tacoma двигатель развивает мощность 278 л. с. (207 кВт) при 6000 об/мин и крутящий момент 359 Н⋅м при 4600 об/мин. На Lexus RX 350 мощность составила 295 л. с. (220 кВт) при 6300 об/мин, крутящий момент — 362 Н⋅м при 4700 об/мин. На Lexus GS350 мощность и крутящий момент составили 311 л. с. (232 кВт) при 6600 об/мин и 380 Н⋅м при 4800 об/мин соответственно.
Двигатель 2GR-FKS устанавливался на:
- 2015 Toyota Tacoma (GRN305/310/325/330)[11]
- 2015 Lexus GS 350 (GRL12/16)[12]
- 2015 Lexus RX 350 (GGL20/25)[13]
- 2016 Toyota Highlander (XU50)
- 2019 Toyota Highlander (XU70)

### 2GR-FXS
Двигатель 2GR-FXS является гибридной версией 2GR-FKS. Он устанавливался на: 
- 2015—2022 Lexus RX 450h (GYL20/25)[13]
- 2016–2019  Toyota Highlander (GVU58)
- с 2023 Lexus TX 550h+
- с 2023 Toyota Century (SUV) (GRG75)

## 3GR

### 3GR-FE

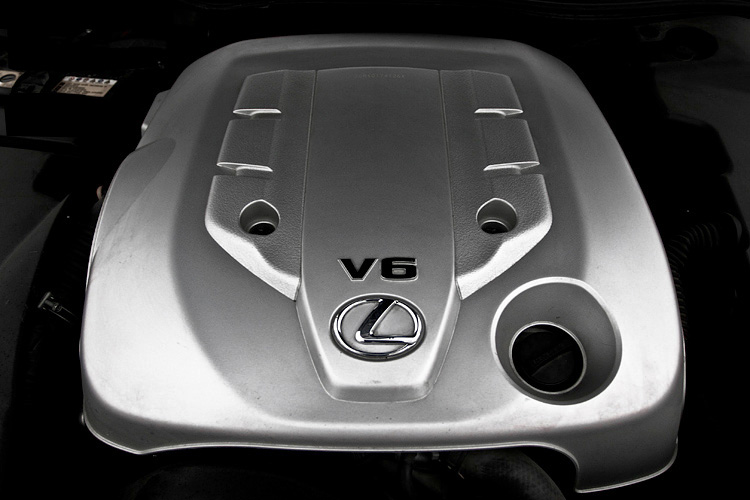
3GR-FSE под капотом автомобиля Lexus IS 300

Двигатель 3GR-FE имеет объём 3,0 литра (2994 куб.см) и является версией с Dual VVT-i, для установки на заднеприводных автомобилях. Диаметр цилиндра 87,5 мм и ход поршня 83 мм, степень сжатия 10,5:1. Мощность двигателя 249 л. с. (170 кВт) при 6400 об/мин, крутящий момент 300 Н⋅м при 4800 об/мин.
Двигатель 3GR-FE устанавливался на:
- 2003 Toyota Crown (GRS182) (Китай, Азиатско-Тихоокеанский регион, кроме Японии)
- 2005 Toyota Reiz (GRX121) (Китай)
- 2005 Lexus GS 300 (GRS190) (Ближний Восток, Азиатско-Тихоокеанский регион, кроме Японии)
- 2007 Lexus IS 300 & IS 300 °C (GSE22) (Ближний Восток, Азиатско-Тихоокеанский регион, кроме Японии)

### 3GR-FSE
Двигатель 3GR-FSE имеет систему подачи топлива D-4. Мощность двигателя 3GR-FSE составляет 256 л. с. (188 кВт) при 6200 об/мин, крутящий момент — 314 Н⋅м при 3600 об/мин. Двигатель с объёмным нагнетателем устанавливался на Toyota Mark X Supercharged (320 л. с., 2006—2009).
Двигатель 3GR-FSE устанавливался на:
- Toyota Mark X (GRX121) (Япония, 2004)
- Toyota Crown Royal & Athlete (GRS182/183) (Япония, 2003)
- Lexus GS 300 (GRS190/195) (Европа и Сев. Америка, 2005)
- Toyota Crown Royal (GRS202/203) (Япония, 2008)

## 4GR-FSE

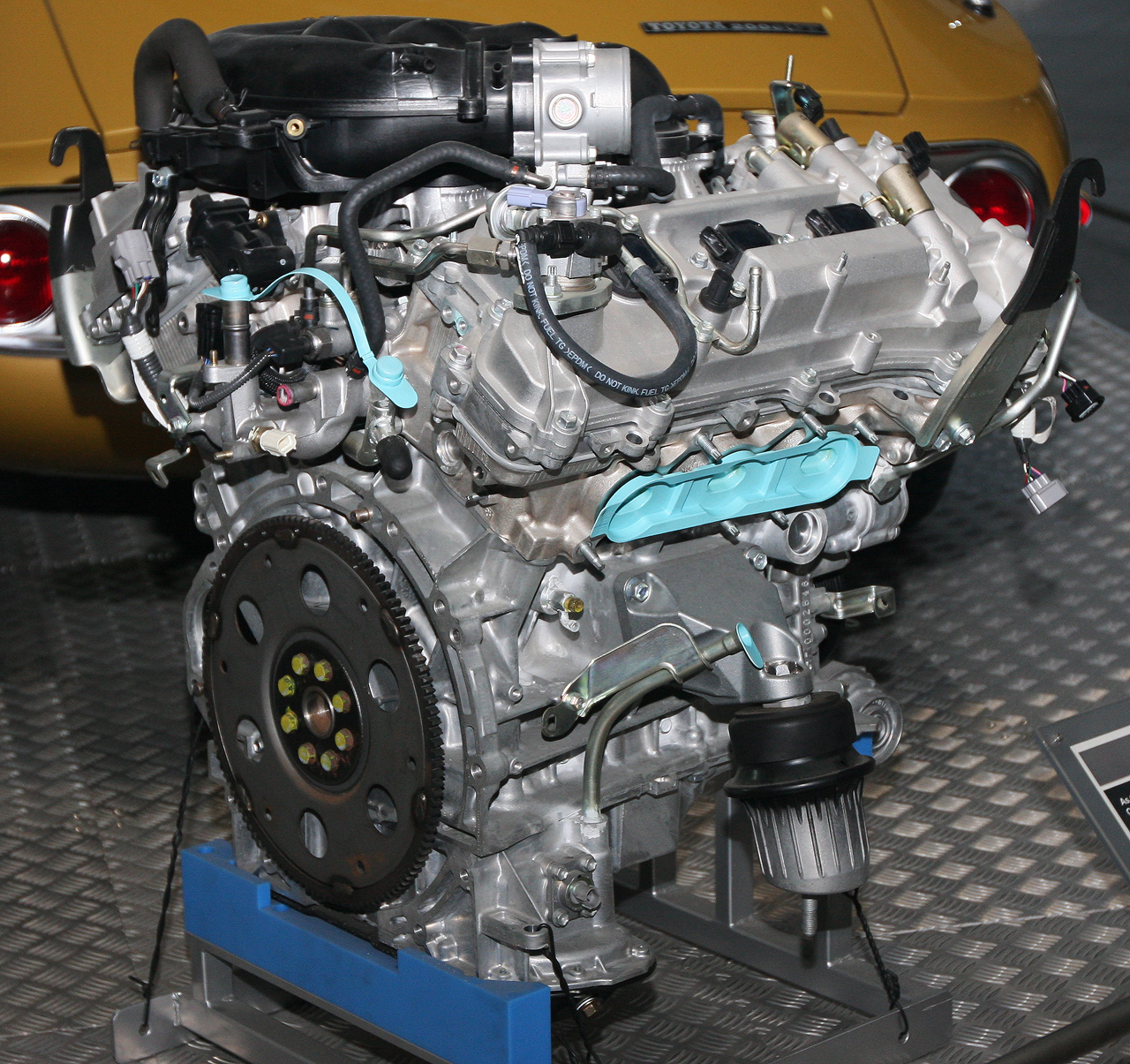
Двигатель 4GR-FSE

Двигатель 4GR-FSE имеет объём 2,5 литра (2499 см3). Диаметр цилиндра — 83 мм, ход поршня — 77 мм, степень сжатия — 12,0:1. Мощность двигателя составляет 207 л. с. (152 кВт) при 6400 об/мин, а крутящий момент — 260 Н⋅м при 3800 об/мин. В этих двигателях применяются системы газораспределения Dual VVT-i и прямого впрыска D4.
Двигатель 4GR-FSE устанавливался на:
- Toyota Crown Royal & Athlete (GRS180/181, Япония, 2003)
- Toyota Mark X (GRX120/125, Япония, 2004)
- Lexus IS 250 & IS 250 °C (GSE20/25, 2006)
- Toyota Crown Royal & Athlete (GRS200/201, Япония, 2008)
- Toyota Mark X (GRX130/135, Япония, 2009)
- Lexus GS250 (2012)

## 5GR-FE
Двигатель 5GR-FE имеет объём 2,5 литра (2497 см3). Диаметр цилиндра — 87,5 мм, ход поршня — 69,2 мм, а степень сжатия — 10,0:1. Мощность двигателя составляет 194 л. с. (145 кВт) при 6200 об/мин, а крутящий момент — 242 Н⋅м при 4400 об/мин. В этих двигателях не применяется система непосредственного впрыска, но имеется система газораспределения Dual VVT-i. 5GR-FE выпускался только в Китае и для китайского рынка. С тем же диаметром цилиндра, что и 3GR-FE, оба двигателя строились на одной производственной линии, что уменьшает стоимость производства.
Двигатель 5GR-FE устанавливался на:
- Toyota Reiz (GRX122, Китай, 2005)
- Toyota Crown (GRS188, Китай, 2005)

## 6GR-FE
Двигатель 6GR-FE имеет объём 4,0 литра (3956 см3). Диаметр цилиндра — 94 мм, ход поршня 95 мм, а степень сжатия — 10,0:1. Мощность двигателя составляет 232 л. с. (175 кВт) при 5000 об/мин, а крутящий момент — 345 Н⋅м при 4400 об/мин. В этих двигателях не применяется система непосредственного впрыска, но имеетсяь система газораспределения Dual VVT-i. В целом, двигатель похож на 1GR-FE с системой Dual VVT-i.
Двигатель 6GR-FE устанавливался на Toyota Coaster (GRB53, Китай, 2013).

## 7GR-FKS
7GR-FKS — 3,5-литровый (3456 см3) двигатель, диаметр цилиндра и ход поршня которого составляют 94 мм × 83 мм. Двигатель оснащён комбинированной системой впрыска D-4S (что означает, что в двигателе применяются как MPFi, так и GDi) и включает в себя двойную систему VVT-i. Двигатель унифицирован с 2GR-FKS. Мощность составляет 207 кВт (278 л. с.) при 6000 об/мин, а крутящий момент — 365 Н⋅м при 4500 об/мин.
Двигатель 7GR-FKS устанавливается на:
- 2015—2020 Toyota Land Cruiser Prado (GRJ152L) (Китай)
- 2019 — настоящее время Toyota HiAce (GRH300)[15]

## 8GR-FKS
8GR-FKS — 3,5-литровый (3456 см3) двигатель, диаметр цилиндра и ход поршня которого составляют 94 мм × 83 мм. Двигатель работает по циклу Аткинсона. Мощность составляет 232 кВт (311 л. с.) при 6600 об/мин, а крутящий момент — 380 Н⋅м при 4800 об/мин.
Двигатель 8GR-FKS устанавливается на:
- 2017 Lexus LS 350 (GSF50)[16]

## 8GR-FXS

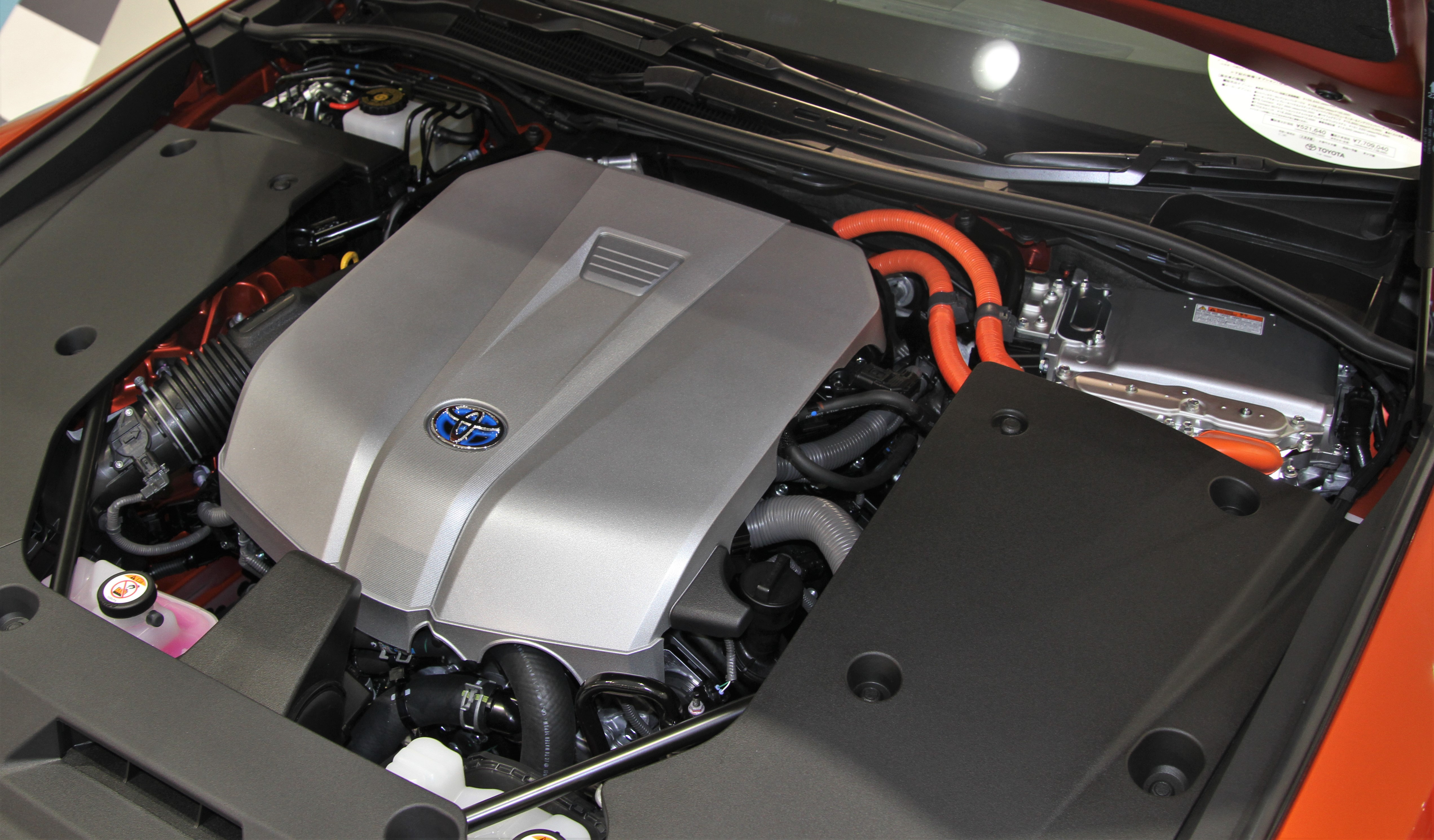
8GR-FXS

8GR-FXS — 3,5-литровый (3456 см3) двигатель, диаметр цилиндра и ход поршня которого составляют 94 мм × 83 мм при степени сжатия 13,0:1. При применении в гибридных автомобилях (включая цикл Аткинсона по требованию) мощность двигателя составляет 220 кВт (295 л. с.) при 6600 об/мин, а крутящий момент — 350 Н⋅м при 5100 об/мин. В двигателе применяются топливная установка, аналогичная 2GR-FKS, а также сочетание системы D-4S и смоделированного цикла Аткинсона, что также применяется в двигателях 2UR-GSE и 8AR-FTS. Впускные распределительные валы оснащены системой VVT-iW, а выпускные распределительные валы оснащены системой VVT-i.
Двигатель 8GR-FXS устанавливается на:
- 2017 Lexus LC 500h (GWZ100)
- 2017 Lexus LS 500h (GVF50)
- 2018 Toyota Crown (GWS224)